# 李志強 (外交官)

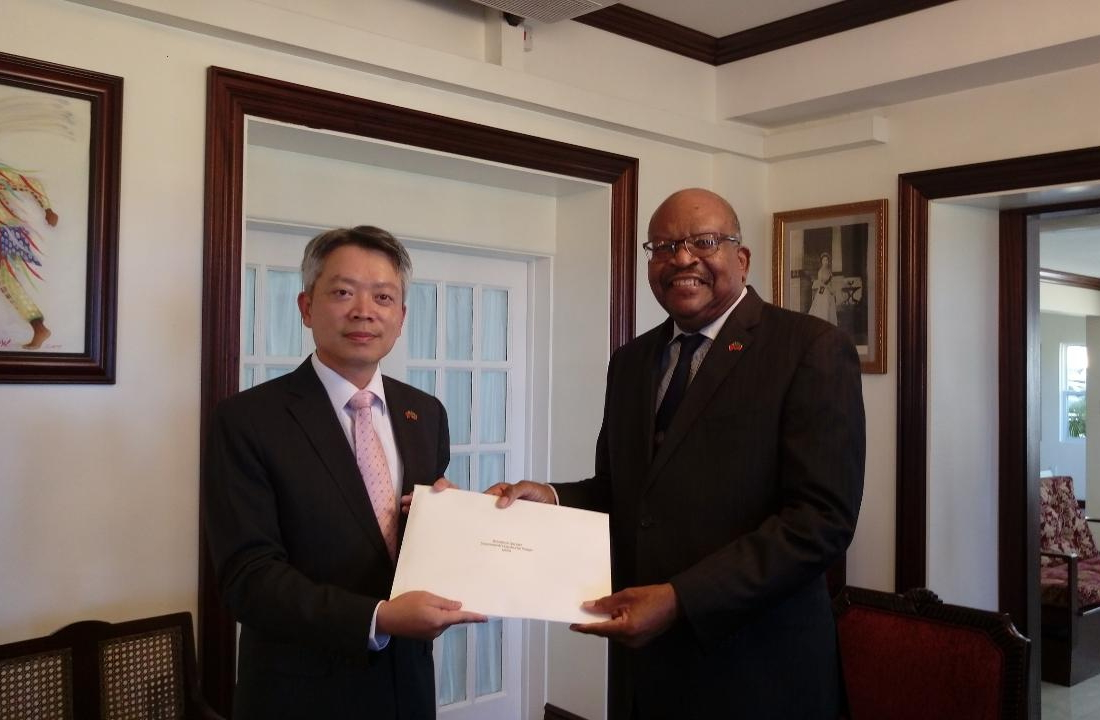
2018年8月14日，李志強向聖克里斯多福及尼維斯總督席頓呈遞到任国书。

李志強，中華民國外交官、政府官員。畢業於國立成功大學外國語文學系學士、國立臺灣大學政治學系碩士。曾任駐堪薩斯臺北經濟文化辦事處秘書、駐賴比瑞亞大使館二等秘書、北美事務協調委員會組長、駐甘比亞大使館簡任秘書、外交部禮賓處／拉丁美洲及加勒比海司專門委員、外交部禮賓處副處長、駐溫哥華臺北經濟文化辦事處總領事銜處長、駐聖克里斯多福及尼維斯大使、外交部禮賓處長等職務，現任駐紐約臺北經濟文化辦事處大使銜處長。

## 職業生涯
李志強在擔任駐聖克里斯多福及尼維斯大使期間，經歷2018年國防部三軍儀隊、2019年總統蔡英文「自由民主永續之旅」，以及臺灣「經濟合作商機考察團」、「旅遊商機考察團」陸續到訪該國。並簽署《技術合作協定》、《技職教育合作協定》、《育才計畫瞭解備忘錄》、《小企業轉融資計畫合約》、《代謝性慢性病防治體系強化計畫執行協議》等。此外，共計41名該國學生申請中華民國外交部與國際合作發展基金會（國合會）的獎學金赴臺求學。